# هیالوما مارژیناتوم
هیالوما مارژیناتوم (نام علمی: Hyalomma marginatum) نام یک گونه از راسته کنه است.